# МКС-2
МКС-2 — второй долговременный экипаж Международной космической станции. Экипаж работал на борту МКС с 10 марта по 20 августа 2001 года. Обновлен рекорд продолжительности работы на МКС. 
Сьюзан Хелмс установила первый женский рекорд по продолжительности работы на МКС - 158 сут 11 час 31 мин, но не превышен женский рекорд по продолжительности работы на орбитальных станциях, установленный Лусид, Шэннон на Мир-21 в 1996 году (183 сут 22 час 57 мин).
Во время второй экспедиции были приняты три шаттла, которые доставили манипулятор SSRMS и шлюзовую камеру Quest, а также «Союз ТМ-32» с российской экспедицией посещения (с первым космическим туристом — Деннисом Тито). Были приняты и разгружены ТГК «Прогресс М1-6», а также грузовые модули «Рафаэль» и «Леонардо». Продолжена расконсервация лабораторного модуля «Дестини», выполнен цикл испытаний SSRMS. Продолжены научные исследования по российской и американской программе; передача станции экипажу 3-й основной экспедиции.

## Экипаж
| Должность     | Член экипажа           | № полёта | Корабль доставки | Корабль отбытия |
| ------------- | ---------------------- | -------- | ---------------- | --------------- |
| Командир      | Юрий Усачёв, Роскосмос | 4        | STS-102          | STS-105         |
| Бортинженер-1 | Сьюзан Хелмс, НАСА     | 5        | STS-102          | STS-105         |
| Бортинженер-2 | Джеймс Восс, НАСА      | 5        | STS-102          | STS-105         |

### Дублирующий экипаж
| Должность     | Член экипажа               | № полёта |
| ------------- | -------------------------- | -------- |
| Командир      | Юрий Онуфриенко, Роскосмос | 2        |
| Бортинженер-1 | Дэниел Бурш, НАСА          | 5        |
| Бортинженер-2 | Карл Уолз, НАСА            | 4        |

## Параметры полёта
- Наклонение орбиты — 51,6°;
- Период обращения — 92,0 мин;
- Перигей — 384 км;
- Апогей — 396 км.

## Ход экспедиции

### Выходы в открытый космос членов экипажа МКС-2
- 11 марта 2001 года, длительность 8 часов 56 минут — астронавты  Сьюзан Хелмс и  Джеймс Восс. Обеспечение переноса герметичного стыковочного переходника PMA-3[4]. Выход выполнен с борта «Дискавери STS-102». Этот выход является самым продолжительным за всю историю.
- 8 июня 2001 года, длительность 19 минут —  Юрий Усачёв и  Джеймс Восс. Установка приемного конуса стыковочного агрегата по оси -Y переходного отсека служебного модуля (СМ) «Звезда». Выход выполнен из переходного отсека служебного модуля (СМ) «Звезда».

### Принятый грузовой корабль
- «Прогресс М1-6», старт 21 мая 2001 года, стыковка к кормовому узлу модуля «Звезда» 23 мая 2001 года.

### Отстыкованный грузовой корабль
- «Прогресс М-44», отстыковка и окончание существования 16 апреля 2001 года.

### Перестыковка корабля
- «Союз ТМ-31», отстыковка и повторная стыковка к кормовому узлу модуля «Звезда» 18 апреля 2001 года.

### Экспедиции посещения
- STS-102 («Дискавери»), старт 8 марта 2001 года, стыковка 10 марта 2001 года, отстыковка 19 марта 2001 года, посадка 21 марта 2001 года. Дооснащение МКС с использованием грузового модуля MPLP «Леонардо». Доставка экипажа МКС-2 и возвращение экипажа МКС-1. Экипаж «Дискавери» выполнил два выхода в открытый космос для проведения монтажных работ на поверхности МКС (выходы совершены из «Дискавери», один из выходов выполнен 11 марта 2001 года членами экипажа МКС-2, прибывшими на станцию этим шаттлом).
- STS-100 («Индевор»), старт 19 апреля 2001 года, стыковка 21 апреля 2001 года, отстыковка 29 апреля 2001 года, посадка 1 мая 2001 года. Дооснащение МКС с использованием грузового модуля MPLP «Рафаэлло», доставка и монтаж на МКС мобильного дистанционного манипулятора SSRMS «Канадарм2». Выполнено два выхода в открытый космос из «Индевора».
- Российская экспедиция посещения ЭП-1, включая первого космического туриста — Денниса Тито. Старт на космическом корабле  «Союз ТМ-32» 28 апреля 2001 года, стыковка 30 апреля 2001 года. Отстыковка и посадка на корабле  «Союз ТМ-31» 6 мая 2001 года. Плановая замена корабля-спасателя на МКС.
- STS-104 («Атлантис»), старт 12 июля 2001 года, стыковка 14 июля 2001 года, отстыковка 22 июля 2001 года, посадка 25 июля 2001 года. Доставка на МКС шлюзовой камеры «Квест» и стыковка её с модулем «Юнити». Выполнено три выхода в открытый космос — два из «Атлантиса», один из модуля «Квест».
- STS-105 («Дискавери»), старт 10 августа 2001 года, стыковка 12 августа 2001 года, отстыковка 20 августа 2001 года, посадка 22 августа 2001 года. Дооснащение МКС с использованием грузового модуля MPLP «Леонардо». Доставка экипажа МКС-3 и возвращение экипажа МКС-2. Выполнено два выхода в открытый космос из шаттла «Дискавери».

## Эксперименты
Для экипажа МКС-2 были запланированы следующие эксперименты по американской программе: H-Reflex, оценка потери костной ткани, Interactions, PERS, Advanced Astroculture, CGBA, PCG-BAG, Dosmap, BBND, Phantom Torso, PCS, ARIS ICE, SAMS II, MAMS, наблюдения Земли.
- Эксперимент BBND (англ. Bonner Ball Neutron Detector) подготовлен исследователями JAXA. Аппаратура BBND, первая японская аппаратура на МКС (до этого он была испытана в полёте STS-89 на станцию «Мир»), включала в себя управляющий блок и блок детекторов. Всё это было установлено в стойке HRF-1 лабораторного модуля «Дестини». BBND производил замеры спектра нейтронного излучения с помощью активных нейтронных детекторов, данные с которых оперативно передавались на Землю. Эксперимент был рассчитан на шесть месяцев. Оборудование было возвращено на землю в полёте STS-108[5].
- Эксперимент Dosmap (с англ. Dosimetric Mapping — дозиметрическое картирование) был предоставлен учёными Германского космического агентства DLR[5]. Суть эксперимента заключалась в использовании пассивной дозиметрической системы PDS c дозиметрами различных типов, которые регистрировали радиационную обстановку в отсеках станции[6]. 48 термолюминесцентных детекторов TLD и считывающее устройство были изготовлены Венгерским космическим управлением[7].